# 吉林龙井农村商业银行
吉林龙井农村商业银行股份有限公司（简称“龙井农商行”；中国朝鲜语： Ryongjŏng Nongch'on Sangŏb Ŭnhaeng）是一家位于中国吉林省龙井市海兰路333号的农村商业银行。

## 历史
前身是延吉市延河农村信用合作社，成立于2006年。
2010年中国银行业监督管理委员会下发了《关于高风险农村信用社并购重组的指导意见》（银监发【2010】71号），定义监管评级为六级的农村信用社，以及监管评级为五B级且主要监管指标呈下行恶化趋势的农村信用社为高风险农村信用社。延边农村商业银行为主发起，牵头其他出资方共计出资併購“和龙市农村信用合作联社”，筹建吉林和龙农村商业银行有限责任公司。2016年12月5日吉林银监局批复吉林龙井农村商业银行股份有限公司开业。2016年12月8日吉林龙井农村商业银行股份有限公司开业庆典。注册资本5亿元。延边农村商业银行出资32%，哈尔滨秋林集团股份有限公司、新跃塑料软包装有限公司、北京誉高航空设备有限公司、天津佩珀航空设备有限公司分别出资20%、20%、15%、13%。 
2018年6月27日延边银监分局公布行政处罚信息公开表，对吉林龙井农村商业银行的前身延吉市延河农村信用合作社帐外经营票据业务，没收违法所得2,614.69万元。